# 복소수 미분 형식
미분기하학에서 복소수 미분 형식(複素數微分形式, 영어: complex differential form)은 복소다양체 위에 정의한 미분 형식이다. (실수) 매끄러운 다양체 위의 미분 형식과는 달리, 정칙 형식 · 돌보 코호몰로지 등의 개념을 정의할 수 있다.

## 정의
{\displaystyle n}차원의 복소다양체 {\displaystyle M}을 생각하자. 그렇다면, 그 접다발의 복소화 {\displaystyle \mathrm {T} ^{\mathbb {C} }M}는 복소구조 {\displaystyle J\colon \mathrm {T} M\to \mathrm {T} M}, {\displaystyle J^{2}=-1}의 고윳값 {\displaystyle \pm \mathrm {i} }에 따른 고유 공간
{\displaystyle \mathrm {T} ^{\mathbb {C} }M=\mathrm {T} ^{+}M\oplus \mathrm {T} ^{-}M}
으로 분해되며, 이들은 각각 복소수 벡터 다발을 이룬다. 이 가운데 {\displaystyle \mathrm {T} ^{+}M}은 항상 정칙 벡터 다발이지만, {\displaystyle \mathrm {T} ^{-}M}은 일반적으로 그렇지 않다.
이들에 각각 올별 복소수 쌍대 공간을 취하면, 복소수 벡터 다발
{\displaystyle \mathrm {T} ^{+*}M=\Omega ^{1,0}M}
{\displaystyle \mathrm {T} ^{-*}M=\Omega ^{0,1}M}
을 얻는다. 이들의 쐐기곱을 취하여 복소수 벡터 다발
{\displaystyle \Omega ^{p,q}=\underbrace {\Omega ^{1,0}M\wedge \dotsb \wedge \Omega ^{1,0}M} _{p}\wedge \underbrace {\Omega ^{0,1}M\wedge \dotsb \wedge \Omega ^{0,1}M} _{q}}
을 취할 수 있다. (만약 {\displaystyle q=0}이라면 이는 역시 정칙 벡터 다발이다.) 이 다발의 매끄러운 단면을 {\displaystyle (p,q)}차 복소수 미분 형식이라고 한다.
{\displaystyle \Omega ^{p,0}}은 정칙 벡터 다발이므로, 정칙 단면의 개념을 정의할 수 있다. {\displaystyle \Omega ^{p,0}}의 정칙 단면을 {\displaystyle p}차 정칙 미분 형식(正則微分形式, 영어: holomorphic differential form)이라고 한다.
보다 일반적으로, 복소다양체 {\displaystyle M} 위의 정칙 벡터 다발 {\displaystyle E\twoheadrightarrow M}이 주어졌다고 하자. 그렇다면, {\displaystyle E}값의 복소수 미분 형식(영어: {\displaystyle E}-valued complex differential form)을 {\displaystyle \Omega ^{p,q}\otimes _{\mathbb {C} }E}의 매끄러운 단면으로 정의할 수 있다. 마찬가지로, {\displaystyle E}값의 {\displaystyle p}차 정칙 미분 형식은 정칙 벡터 다발 {\displaystyle \Omega ^{p,0}\otimes _{\mathbb {C} }E}의 정칙 단면이다.

### 국소 좌표계로의 표현
국소적으로, {\displaystyle M}의 임의의 점의 근방 {\displaystyle U}에 복소수 좌표 {\displaystyle z^{i},{\bar {z}}^{i}} ({\displaystyle i=1\dots n})를 잡을 수 있다. 이에 따라 실수 다양체와 마찬가지로 국소적으로 복소수 미분 형식
{\displaystyle \mathrm {d} z^{i}\in \Omega ^{1,0}(U)\qquad (i\in \{1,\dotsc ,n\})}
{\displaystyle \mathrm {d} {\bar {z}}^{i}\in \Omega ^{0,1}(U)\qquad (i\in \{1,\dotsc ,n\})}
를 정의할 수 있다. 그렇다면, 일반적인 복소수 미분 형식은 국소적으로
{\displaystyle \alpha =\sum _{i,j,\dotsc ,k,l,\dotsc }f_{ij\dotso kl\dotso }\mathrm {d} z^{i}\wedge \mathrm {d} z^{j}\wedge \dotsb \mathrm {d} {\bar {z}}^{k}\wedge \mathrm {d} {\bar {z}}^{l}\wedge \dotsb }
{\displaystyle f_{ij\dotso kl\dotso }\in {\mathcal {C}}^{\infty }(U,\mathbb {C} )}
꼴의 형식을 취한다. 여기서 {\displaystyle \mathrm {d} z}가 {\displaystyle p} 개, {\displaystyle \mathrm {d} {\bar {z}}}가 {\displaystyle q}개 있으면 이를 {\displaystyle (p,q)}-형식으로 부른다.
국소 좌표계로는 p차 정칙 미분 형식 {\displaystyle \alpha }는 다음과 같이 쓸 수 있다.
{\displaystyle \alpha =\sum _{|I|=p}f_{I}\,\mathrm {d} z^{I}}
여기서 {\displaystyle f_{I}\colon U\to \mathbb {C} }는 정칙 함수다. 즉, {\displaystyle p}차 정칙 미분 형식은
{\displaystyle {\bar {\partial }}\alpha =0}
을 만족하는 {\displaystyle (p,0)}차 복소수 미분 형식 {\displaystyle \alpha }이다.

## 성질

### 실수 미분 형식과의 관계
복소다양체 {\displaystyle M}은 복소구조를 잊으면 매끄러운 다양체이므로, 그 위에 (실수) 미분 형식을 정의할 수 있다. 이 경우
{\displaystyle (\mathrm {T} ^{*}M)^{\mathbb {C} }=\Omega ^{1,0}M\oplus \Omega ^{0,1}M}
이므로,
{\displaystyle \Omega ^{k}(M)\otimes _{\mathbb {R} }\mathbb {C} =\Omega ^{k}(M;\mathbb {C} )=\bigoplus _{q=0}^{k}\Omega ^{k-q,q}(M)}
이 된다.
이 경우, 외미분
{\displaystyle \mathrm {d} \colon \Omega ^{k}(M)\to \Omega ^{k+1}(M)}
은 돌보 복합체의 추가 등급에 따라서 분해되는데, 이 경우 항상
{\displaystyle \mathrm {d} ^{\mathbb {C} }\colon \Omega ^{p,q}(M)\to \Omega ^{p,q+1}(M)\oplus \Omega ^{p+1,q}(M)}
임을 보일 수 있다. 즉,
{\displaystyle \partial \colon \Omega ^{p,q}(M)\to \Omega ^{p+1,q}(M)}
{\displaystyle {\bar {\partial }}\colon \Omega ^{p,q}(M)\to \Omega ^{p,q+1}(M)}
로 정의하면,
{\displaystyle \mathrm {d} =\partial +{\bar {\partial }}}
이다. 이 두 미분 연산자 {\displaystyle \partial }과 {\displaystyle {\bar {\partial }}}을 돌보 연산자(Dolbeault演算子, 영어: Dolbeault operator)라고 부른다.
국소 좌표계로는 돌보 연산자를 외미분과 유사하게 정의할 수 있다. 즉 {\displaystyle (p,q)}-형식 {\displaystyle \alpha }의 경우,
{\displaystyle \alpha =\sum _{|I|=p,|J|=q}\ f_{IJ}\,dz^{I}\wedge d{\bar {z}}^{J}\in \Omega ^{p,q}}
그 돌보 연산자는 다음과 같다.
{\displaystyle \partial \alpha =\sum _{|I|,|J|}\sum _{\ell }{\frac {\partial f_{IJ}}{\partial z^{\ell }}}\,dz^{\ell }\wedge dz^{I}\wedge d{\bar {z}}^{J}}
{\displaystyle {\bar {\partial }}\alpha =\sum _{|I|,|J|}\sum _{\ell }{\frac {\partial f_{IJ}}{\partial {\bar {z}}^{\ell }}}d{\bar {z}}^{\ell }\wedge dz^{I}\wedge d{\bar {z}}^{J}}
여기서 {\displaystyle I}, {\displaystyle J}는 다중지표다.

### 돌보 코호몰로지
복소다양체의 돌보 연산자들은 다음과 같은 항등식들을 만족시킨다.
{\displaystyle \partial ^{2}={\bar {\partial }}^{2}=\partial {\bar {\partial }}+{\bar {\partial }}\partial =0}
따라서 {\displaystyle \partial } 또는 {\displaystyle {\bar {\partial }}}로서 코호몰로지를 정의할 수 있다. 이 가운데, {\displaystyle {\bar {\partial }}}로 정의되는 것은 {\displaystyle \Omega ^{p,0}}의 정칙 단면의 층의 코호몰로지를 계산하며, 반대로 {\displaystyle \partial }로 정의되는 것은 {\displaystyle \Omega {0,q}}의 반정칙 단면의 층의 코호몰로지를 계산한다. 보통 정칙 함수 및 정칙 단면의 개념을 사용하므로, 보통 {\displaystyle {\bar {\partial }}}로 정의되는 코호몰로지를 사용한다.
즉, 다음과 같은, 복소수 벡터 공간(의 층)으로 구성된 사슬 복합체를 생각하자.
{\displaystyle \Omega ^{p,0}{\stackrel {{\bar {\partial }}_{0}}{\to }}\Omega ^{p,1}{\stackrel {{\bar {\partial }}_{1}}{\to }}\Omega ^{p,2}{\stackrel {{\bar {\partial }}_{2}}{\to }}\cdots }
그 코호몰로지는 다음과 같이 {\displaystyle (p,q)}-형식의 동치류 공간이다.
{\displaystyle \operatorname {H} _{\bar {\partial }}^{p,q}=\ker {\bar {\partial }}_{q}/\operatorname {im} \,{\bar {\partial }}_{q-1}}
이를 돌보 코호몰로지(영어: Dolbeault cohomology)라고 부른다. 돌보 코호몰로지 공간의 (복소수 벡터 공간) 차원을 호지 수(영어: Hodge number)라고 부른다. 즉 호지 수 {\displaystyle h^{p,q}}는 다음과 같다.
{\displaystyle h^{p,q}=\dim \operatorname {H} _{\bar {\partial }}^{p,q}\in \mathbb {N} \sqcup \{\infty \}}
호지 수는 (복소수 벡터 공간의 차원이므로) 음이 아닌 정수 또는 무한대이다. 만약 복소다양체가 콤팩트하면 호지 수는 유한하다.
호지 수는 드람 코호몰로지의 차원인 베티 수 {\displaystyle b^{k}}에 대응하며, 특히 다음이 성립한다.
{\displaystyle b^{k}(M)=\sum _{p+q=k}h^{p,q}(M)}
{\displaystyle n}차원 복소다양체는 총 {\displaystyle (n+1)^{2}}개의 호지 수
{\displaystyle h^{p,q}\qquad (p,q\in \{0,\dotsc ,n\})}
를 가진다. 이 가운데 {\displaystyle h^{0,0}=b^{0}}은 {\displaystyle M}의 연결 성분의 수이다. 또한, 콤팩트 연결 복소다양체의 경우 세르 쌍대성
{\displaystyle \operatorname {H} ^{q}(V,{\mathcal {O}})\cong \operatorname {H} ^{q}(V,\Omega ^{n,0})^{*}}
에 의하여
{\displaystyle h^{0,q}=h^{n,q}}
가 성립한다.
만약 {\displaystyle M}이 켈러 다양체의 구조를 가질 경우, 항상
{\displaystyle h^{p,q}=h^{q,p}=h^{n-p,n-q}}
가 성립한다.

### 층 코호몰로지
돌보 복합체
{\displaystyle 0\to \Omega ^{p,0}(M){\xrightarrow {\bar {\partial }}}\Omega ^{p,1}(M){\xrightarrow {\bar {\partial }}}\Omega ^{p,2}(M)\to \dotsb }
는 섬세층으로 구성되며, {\displaystyle p}차 정칙 단면들의 층의 분해를 이룬다. 즉, 그 코호몰로지는 {\displaystyle p}차 정칙 단면의 층의 층 코호몰로지와 같다.
{\displaystyle \operatorname {H} _{\bar {\partial }}^{p,q}(M)\cong \operatorname {H} ^{q}(M,\Omega ^{p,0})}
이를 돌보 정리(영어: Dolbeault's theorem)라고 한다. 특히, 만약 {\displaystyle p=0}일 경우, 0차 정칙 미분 형식은 정칙 함수이므로, 돌보 복합체는 구조층의 코호몰로지를 계산한다.
이는 실수 미분 형식의 경우 드람 코호몰로지가 상수층 {\displaystyle {\underline {\mathbb {R} }}}의 섬세한 분해를 이루는 것과 마찬가지다.
보다 일반적으로, 임의의 정칙 벡터 다발 {\displaystyle E}가 주어졌다고 하자. 그렇다면, 돌보 복합체
{\displaystyle 0\to \Gamma ^{\infty }(E)=\Omega ^{0,0}(M;E){\xrightarrow {\bar {\partial }}}\Omega ^{0,1}(M;E){\xrightarrow {\bar {\partial }}}\Omega ^{0,2}(M;E)\to \dotsb }
는 {\displaystyle E}의 층 코호몰로지의, 섬세층으로 구성된 분해를 이루며, 그 돌보 코호몰로지는 {\displaystyle E}의 층 코호몰로지와 일치한다. ({\displaystyle p>0}인 경우는 정칙 벡터 다발 {\displaystyle E'=E\otimes _{\mathbb {C} }\Omega ^{p,0}}의 층 코호몰로지이므로, {\displaystyle p=0}인 경우로 귀결된다.) 예를 들어
{\displaystyle \operatorname {H} ^{0}(E)=\ker({\bar {\partial }}\upharpoonright \Omega ^{0,0}(M;E))}
는 {\displaystyle {\bar {\partial }}\alpha =0}인 {\displaystyle E} 값의 (0,0)차 미분 형식의 복소수 벡터 공간, 즉 {\displaystyle E}의 정칙 단면의 복소수 벡터 공간이다.

## 예
리만 구 {\displaystyle \operatorname {\mathbb {C} P} ^{1}} 위의 모든 정칙 벡터 다발은 다음과 같은 꼴이다.
{\displaystyle \bigoplus _{i}{\mathcal {O}}(d_{i})}
여기서 {\displaystyle {\mathcal {O}}(d)}는 {\displaystyle d}차의 유일한 정칙 선다발이다. 이는 복소수 1차원이므로 {\displaystyle \Omega ^{1,0}}은 표준 선다발과 같으며, 이는 {\displaystyle {\mathcal {O}}(-2)}이다. (리만-로흐 정리에 의하여, 종수 {\displaystyle g}의 리만 곡면의 표준 선다발의 차수는 {\displaystyle 2g-2}이며, 리만 구는 {\displaystyle g=0}인 경우이다.)
리만-로흐 정리에 의하여,
{\displaystyle \operatorname {H} ^{0,0}(\operatorname {CP} ^{1})=\operatorname {H} ^{0}(\operatorname {\mathbb {C} P} ^{1},{\mathcal {O}}(0))=\mathbb {C} }
{\displaystyle \operatorname {H} ^{1,0}(\operatorname {CP} ^{1})=\operatorname {H} ^{0}(\operatorname {\mathbb {C} P} ^{1},{\mathcal {O}}(-2))=0}
이다. 즉,
- {\displaystyle \operatorname {\mathbb {C} P} ^{1}} 위에 대역적으로 정의되는 0차 정칙 미분 형식(즉, 정칙 함수)은 상수 함수 밖에 없다.
- {\displaystyle \operatorname {\mathbb {C} P} ^{1}} 위에는 대역적으로 정의되는 1차 정칙 미분 형식이 존재하지 않는다.

마찬가지로,
{\displaystyle \operatorname {H} ^{1,1}(\operatorname {\mathbb {C} P} ^{1})=\operatorname {H} ^{1}(\operatorname {\mathbb {C} P} ^{1},{\mathcal {O}}(-2))=\operatorname {H} ^{0}(\operatorname {\mathbb {C} P} ^{1},{\mathcal {O}}(2))^{*}\cong \mathbb {C} }
{\displaystyle \operatorname {H} ^{0,1}(\operatorname {\mathbb {C} P} ^{1})=\operatorname {H} ^{1}(\operatorname {\mathbb {C} P} ^{1},{\mathcal {O}}(0))=\operatorname {H} ^{0}(\operatorname {\mathbb {C} P} ^{1},{\mathcal {O}}(-2))^{*}=\operatorname {H} ^{1,0}(\operatorname {\mathbb {C} P} ^{1})^{*}=0}
이다. 여기서 세르 쌍대성을 사용하였다.
물론, {\displaystyle \operatorname {\mathbb {C} P} ^{1}} 위의 (0,0)차 및 (0,1)차 및 (1,0) 차 및 (1,1)차 복소수 미분 형식들의 공간은 각각 무한 차원의 복소수 벡터 공간이다.